# Tajmuraz Mamsurov
Tajmuraz Mamsurov, ryska Таймура́з Дзамбе́кович Мамсу́ров, född 13 april 1954 i Beslan, är sedan 2005 Nordossetiens president.